# Gaku Harada
Gaku Harada (原田 岳 Harada Gaku?), född 22 maj 1998 i Iwate prefektur, är en japansk fotbollsspelare.
Harada började sin karriär 2017 i Yokohama F. Marinos. 2019 flyttade han till SC Sagamihara.